# Furacão Gert
O furacão Gert foi um grande furacão que em setembro de 1993 causou extensas inundações e deslizamentos de terra em toda a América Central e no México. A sétima tempestade nomeada e o terceiro furacão da temporada anual de furacões, Gert originou-se como uma depressão tropical de uma onda tropical no sudoeste do Mar do Caribe em 14 de setembro. No dia seguinte, o ciclone atingiu brevemente a intensidade de uma tempestade tropical antes de chegar à costa da Nicarágua e passar pelas Honduras. Ele depois reorganizou-se numa tempestade tropical no Golfo de Honduras em 17 de setembro, mas voltou a enfraquecer para uma depressão ao cruzar a Península de Iucatã. Em 20 de setembro, e uma vez nas águas mornas da Baía de Campeche, Gert rapidamente fortaleceu-se num furacão de categoria 2. O furacão atingiu a costa do Golfo do México perto de Tuxpan, Veracruz, com ventos de pico de 155 km/h. O terreno acidentado interrompeu a estrutura do ciclone; e em 21 de setembro Gert entrou no Oceano Pacífico como uma depressão perto do estado de Nayarit, onde desenvolveu novamente algumas fortes tempestades antes de se dissipar ao largo cinco dias depois.
A ampla circulação de vento de Gert produziu chuvas generalizadas e fortes em toda a América Central até 15–17 de setembro. Combinada com o solo saturado após a passagem da tempestade tropical Bret um mês antes, a chuva provocou inundações e deslizamentos generalizados que isolaram milhares de pessoas em várias comunidades. Na Costa Rica, o tempo tempestuoso destruiu um parque nacional e causou perdas significativas nos setores agrícola e turístico. Grande parte da Costa dos Mosquitos da Nicarágua e das Honduras teve rios transbordando, engolindo cidades, vilas e plantações com lama e água. Os ventos de Gert foram mais fortes ao chegar ao continente no México, mas os piores efeitos no país também foram causados por enchentes de água doce, depois que um evento de chuva extrema na região de Huasteca resultou em acumulações de água de até 7,980 cm (3,141 in). Um número crescente de grandes rios estourou as suas margens num período de vários dias, submergindo totalmente extensas áreas de terra ao redor da bacia do Rio Pánuco. Dezenas de milhares de residentes foram forçados a evacuar conforme as enchentes destruíram inúmeras estruturas no que foi descrito como o pior desastre da região em 40 anos.
Depois da passagem de Gert, as redes rodoviárias dos países afetados permaneceram severamente interrompidas por longos períodos de tempo, dificultando as missões de resgate e os esforços de socorro em regiões fortemente inundadas. Governos nacionais e equipes de emergência abriram abrigos e distribuíram alimentos para os milhares que perderam as suas casas e fontes de renda na tempestade. Por toda a América Central e México, Gert ceifou a vida de 116 pessoas e deixaram outras 16 desaparecidas. O desastre deixou áreas de propriedade privada, infraestrutura e terras agrícolas em ruínas completas, totalizando custos de danos de mais de US $ 170 milhões (1993 USD).

## História meteorológica
O furacão Gert teve uma existência útil complexa como um grande e lento ciclone tropical, interagindo repetidamente com massas de terra próximas e outros sistemas atmosféricos. A sua origem foi atribuída em 5 de setembro a uma onda tropical — uma área de baixa pressão orientada de norte a sul — que se deslocou da costa africana para o sul de Dacar. A onda seguiu rapidamente para oeste através do Atlântico tropical e latitudes relativamente baixas, onde a sua interação com a zona de convergência intertropical promoveu a formação de convecção. Quando chegou ao Caribe, o sistema desenvolveu um centro de baixa pressão fraco de baixo nível, que cruzou Trinidad em 11 de setembro. Embora a maior parte do campo de nuvens tenha passado pela costa norte da América do Sul, o sistema sobreviveu ao contato com a terra em 13 de setembro e emergiu no sudoeste do Mar do Caribe. Lá, devido às condições troposféricas favoráveis no alto, a onda mostrou sinais de ciclogênese tropical, à medida que a sua convecção engrossava em bandas curvas e bem definidas. Dadas essas mudanças estruturais ao lado de uma circulação de superfície definida, meteorologistas do Centro Nacional de Furacões (NHC) classificaram o sistema como uma depressão tropical às 18:00 UTC em 14 de setembro, quando foi localizado 169 km (105 mi) ao norte da costa atlântica do Panamá.
Desde o seu início, a depressão exibiu um campo de vento bastante grande em imagens de satélite e dados radiossonda. O seu amplo padrão de nuvens gradualmente fundiu-se, e por volta das 09:00 UTC em 15 de setembro, o NHC determinou que era suficientemente forte para ser atualizado para Tempestade Tropical Gert. O centro da tempestade prosseguiu na direção oeste-noroeste, movendo-se para a costa perto de Bluefields, Nicarágua, com ventos de 65 km/h em 1800 UTC. A interação de Gert com a terra impediu um fortalecimento adicional; a tempestade enfraqueceu e tornou-se uma depressão tropical apenas seis horas depois da sua chegada. Embora o centro da tempestade permanecesse ligado à terra por quase dois dias, partes da sua grande circulação confinavam com as águas adjacentes do Caribe e do Oceano Pacífico para atrair humidade e calor. Como tal, Gert manteve o seu status de ciclone tropical na sua jornada para o noroeste através dos terrenos da Nicarágua e Honduras. Ao fazer isso, a tempestade desafiou consistentemente as previsões do NHC quanto à sua dissipação iminente.

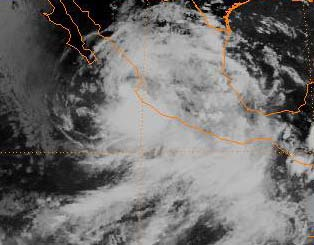
Imagem de satélite da Depressão Tropical Quatorze-E

Em 17 de setembro, Gert finalmente saiu da costa, mudou-se para as águas do Golfo de Honduras e fortaleceu-se novamente para uma tempestade tropical. A sua duração sobre a água - e com isso qualquer oportunidade de fortalecimento adicional - foi reduzida por uma depressão de nível médio a superior sobre o Golfo do México oriental; ele virou a tempestade para o norte-noroeste e a trouxe sobre a costa de Belize no dia seguinte. No interior, Gert começou a interagir com uma crista de alta pressão a noroeste, o que empurrou a tempestade um pouco mais para oeste. Depois de cruzar a Península de Iucatã e serpentear por terra, Gert entrou na Baía de Campeche na costa de Champotón, como uma depressão tropical no final de 18 de setembro. As águas tropicais abertas, combinadas com um leve vento cortante no alto, permitiram que a convecção da tempestade se aprofundasse e se reconsolidasse. Às 06:00 UTC no dia seguinte, Gert mais uma vez se fortaleceu em uma tempestade tropical. A tempestade mudou em direção ao oeste e diminuiu ligeiramente em resposta a uma depressão de ondas curtas ao norte, concedendo-lhe mais tempo para amadurecer sobre a água.  Em 20 de setembro, dados de uma aeronave da Força Aérea dos Estados Unidos indicavam que Gert havia se tornado um furacão com ventos máximos de 120 km/h. Em poucas horas, atingiu o seu pico de intensidade como um furacão de categoria 2 na Escala de furacões de Saffir-Simpson, com ventos sustentados de 155 km/h e uma pressão mínima de 970 mbar ( hPa ; 28,64 inHg ).
Cerca das 21:00 UTC, em 20 de setembro, Gert fez a sua última landfall no pico de intensidade na costa do México, a norte de Tuxpan, Veracruz. O furacão acelerou e enfraqueceu rapidamente sobre as montanhas da Sierra Madre Oriental, a deterioração para uma depressão tropical ocorreu em 21 de setembro. Apesar do seu declínio em força, a grande circulação novamente permaneceu intacto enquanto passou pelo país. Mais tarde naquele dia Gert entrou no Oceano Pacífico, ao largo da costa de Nayarit, onde o NHC reclassifica-o como Depressão Tropical Quatorze E. Que tinha sobrado da convecção profunda e brevemente tinha aumentado e diminuído em intensidade; estimativas de satélite mostram que a depressão pode ter brevemente recuperado a força de uma tempestade tropical em 22 de setembro. Ele prosseguiu em direção noroeste com trovoadas esparsas por dois dias. Uma vez que o último desta convecção diminuíu, o ciclone foi arrastada pelo baixo nível de fluxo. Dirigiu mais e mais a sudoeste, a depressão encontrou cada vez mais temperaturas amenas do oceano. Com qualquer chance de requalificação frustradas, o sistema dissipou-se no mar em 26 de setembro.

## Preparativos
Após confirmar o desenvolvimento de uma depressão tropical, as autoridades na Costa Rica emitiram uma boletim de aviso para as regiões costeiras começando em 14 de setembro. No dia seguinte, um aviso de tempestade tropical foi emitido para a costa do Atlântico do país. a televisão Nacional e as estações radiofónicas retransmitem as mensagens de aviso ao público, e tripulações de emergência eram postas em prontidão de intervenção. Os hospitais também foram preparados, bem como a evacuação de residentes em zonas de alto risco. Um aviso de tempestade tropical era emitido para a costa do Atlântico da Nicarágua começando em 15 de setembro, estendendo do sul de Porto Cabeças às ilhas adjacentes. Nas Honduras, avisos de tempestade antecipados permitiram várias centenas de residentes evacuar bem à frente da chegada de Gert. Uma vez que ficou evidente que a tempestade atingiria a Península do Iucatã, as áreas costeiras de Belize para norte até Cozumel, México, foram colocadas sob um aviso de tempestade tropical a partir de 17 de setembro até que Gert fizesse landfall no dia seguinte.
Enquanto Gert estava ainda localizado sobre a península, o governo do México emitiu um alerta de Tempestade Tropical para a Costa do Golfo da cidade de Veracruz para norte até Soto la Marina. Em 18 de setembro, o aviso foi atualizado a um aviso de tempestade tropical e estendeu-se para o sul a Minatitlán, apesar de que a área do aviso inicial esteve colocada sob um Aviso de Furacão após que Gert mostrou sinais de fortalecer. Ao dia seguinte, o aviso de tempestade tropical de Soto La Marina a Nautla era atualizado a um Aviso de Furacão quando se previu com mais certeza onde Gert faria landfall. Anteriormente a chegar a terra, vários portos ao longo da Costa de Golfo pararam as suas operações, e as pessoas que vivem em zonas de risco foram evacuadas. Todos os  avisos e os alertas foram interrompidos após que o furacão se moveu terra a dentro.

## Impacto
| País        | Mortes | Ausência de |
| ----------- | ------ | ----------- |
| Honduras    | 27     | 12          |
| Nicarágua   | 37     | N/D         |
| El Salvador | 5      | 4           |
| Costa Rica  | 1      | 0           |
| Guatemala   | 1      | 0           |
| México      | 45     | 0           |
| Total       | 116    | 16          |

### Costa Rica

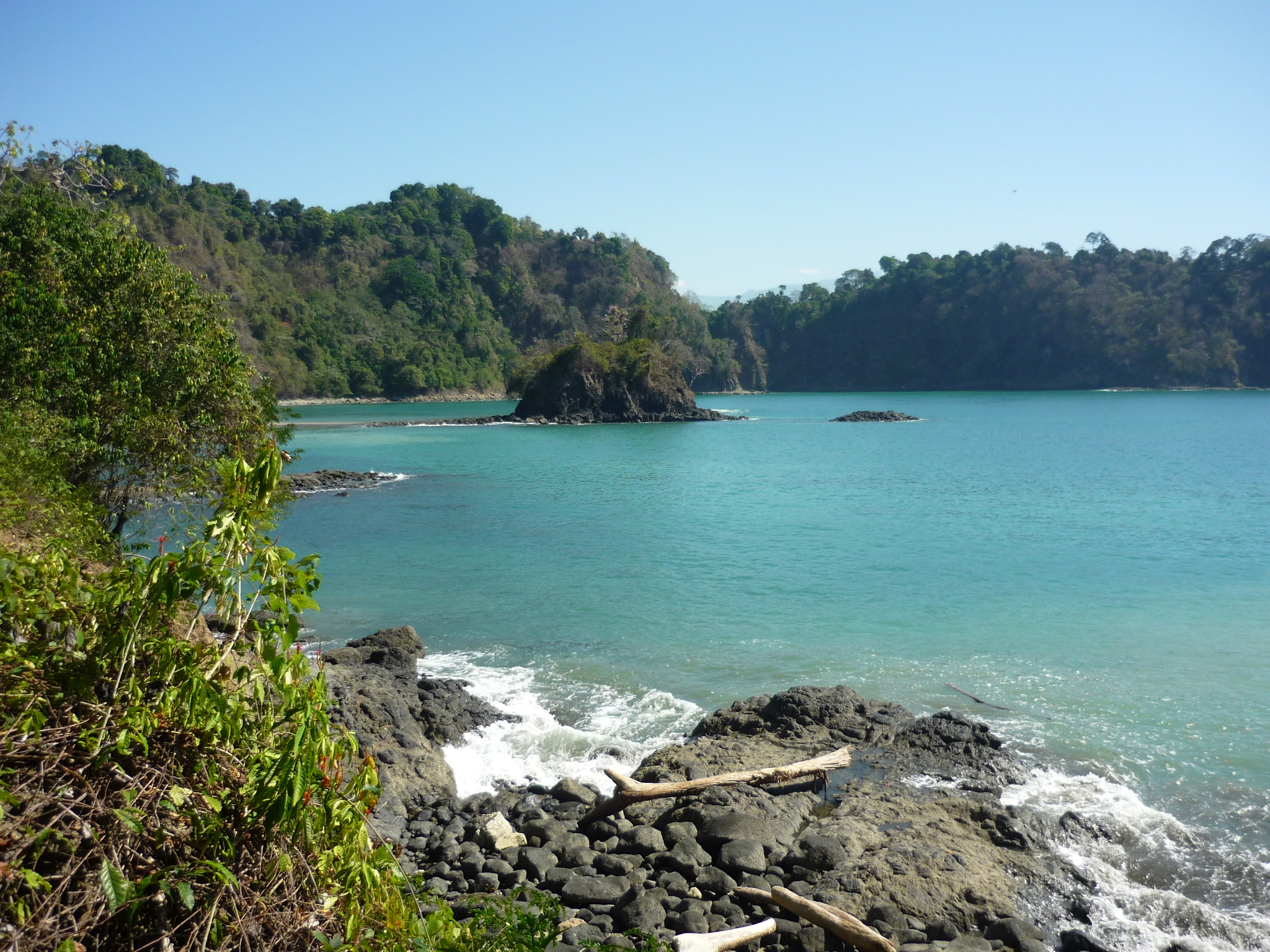
O Parque Nacional Manuel Antonio, localizado na Área de Conservação do Pacífico Central, sofreu grande destruição com a tempestade

Embora o centro de Gert permanecesse na costa da Costa Rica, a sua grande circulação produzia ventos fortes e chuvas fortes em todo o país. Uma estação meteorológica local registou 3,300 mm (131 in) de chuva durante a tempestade. Geologicamente, as regiões mais atingidas consistiam em camadas sedimentares com baixa condutividade hidráulica e, portanto, estavam sujeitas à saturação do solo. As chuvas iniciais aumentaram os níveis de muitos rios, exacerbando a ameaça de enchentes. O transbordamento iminente do rio Tempisque levou a evacuações em grande escala, embora o rio tenha subido gradualmente sem maiores consequências. Após horas de chuvas prolongadas, muitas regiões do Pacífico, como Quepos, Pérez Zeledón e Osa, sofreram enchentes e deslizamentos de terra, que causaram danos moderados a estradas e pontes.
As inundações arruinaram cerca de 500 acres (2.0 km2) de cultivo de banana e danificou plantações de dendê.  Os pequenos agricultores de cana, milho, feijão e arroz também foram afetados. A tempestade interrompeu a pesca local e naufragou vários pequenos barcos em Quepos. Os ventos fortes trouxeram grande destruição a cerca de 65 por cento da vegetação do Parque Nacional Manuel Antonio, impactando amplamente a economia turística de Quepos. Gert deixou danos moderados à propriedade em seu rastro; destruiu 27 casas e outras danificadas 659, principalmente por causa de inundações. Os custos gerais totalizaram US $ 3,1 milhões, dos quais $ 1,7 milhões foi devido à infraestrutura danificada. Aproximadamente 1.000 as pessoas procuraram abrigo durante a tempestade. Devido aos preparativos oportunos no país, apenas uma fatalidade de paragem cardíaca foi atribuída a Gert quando um deslizamento de terra enterrou uma casa.

### Nicarágua
Movendo-se para a costa da Nicarágua um mês após a passagem da tempestade tropical Bret, Gert causou chuvas excessivas em regiões já saturadas. Apesar de atingir a costa do Atlântico, a tempestade produziu a maior quantidade de precipitação nas áreas costeiras do norte e do Pacífico. Um máximo de 17,8 em (452 mm) caiu em Corinto ; outros totais significativos incluem 17,6 pol (447 mm) em Chinandega e 17,5 em (444 mm) em León. A capital de Manágua registou 9,8 em (249 mm) de chuva durante o evento. Os ventos sustentados da tempestade não chegaram a mais de 65 km/h ao chegar perto de Bluefields, embora tenham derrubado árvores e linhas de energia e gerado altas ondas de até 3,7 m offshore. Depois de enfraquecer para uma depressão no interior, Gert continuou a produzir vendavais moderados ao longo do seu caminho pelo país.

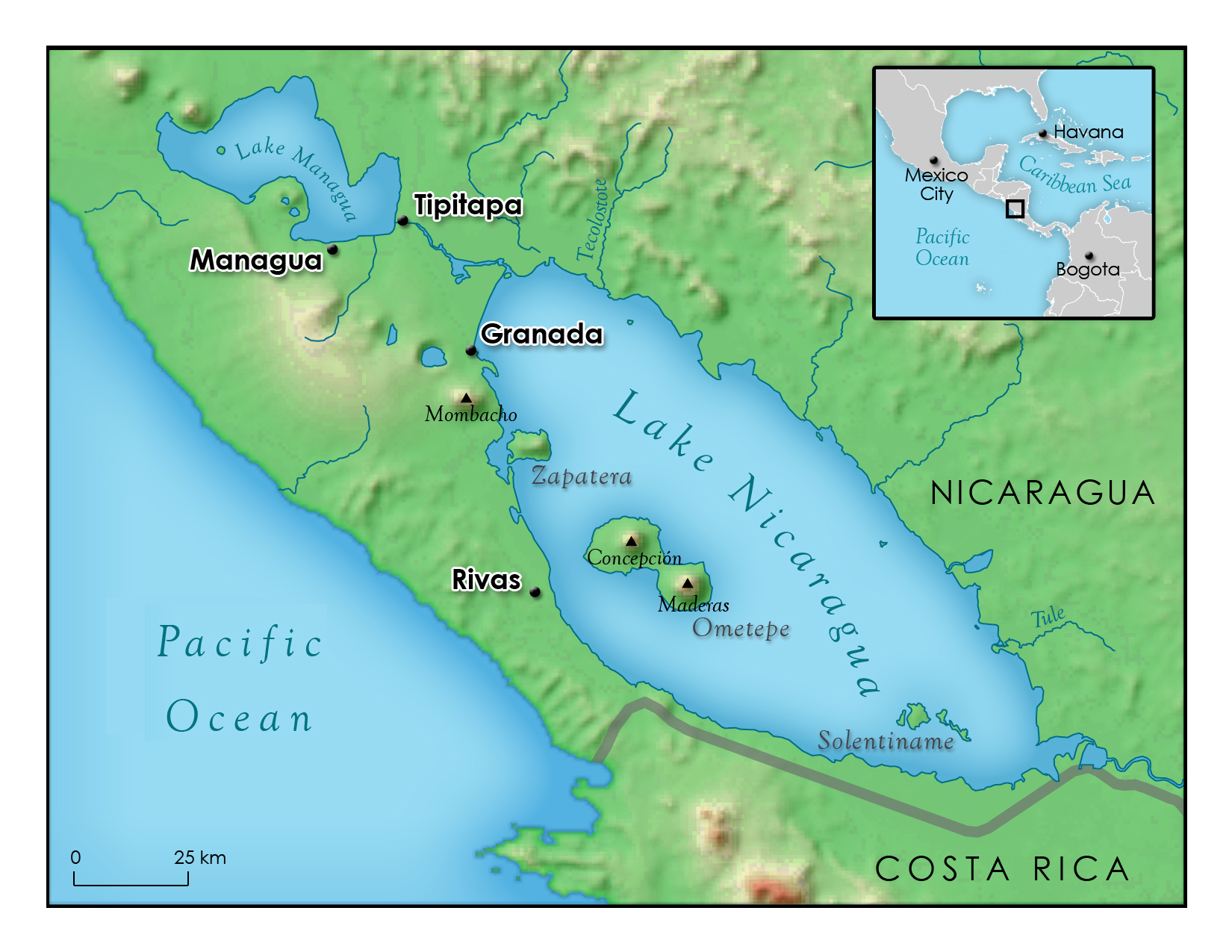
As enchentes de Gert foram especialmente severas ao redor do Lago Nicarágua, afetando a ecologia da região e inundando muitas comunidades, incluindo as cidades de Riva e Granada mostradas.

Ao largo da costa perto da Ilha Big Corn, ondas fortes e ventos destruíram nove barcos de pesca. Duas canoas com um número desconhecido de ocupantes desapareceram no mar. Gert produziu inundações costeiras significativas ao mover-se para a costa perto de Bluefields e Tasbapauni, levando cerca de 1.000 residentes e centenas de aldeões misquitos indígenas para evacuar. Mais para o interior, chuvas intensas e prolongadas causaram o transbordamento de vários rios, o que levou a inundações desastrosas de água doce, especialmente nos departamentos ao redor do Lago Nicarágua. Três afluentes do rio Escondido, um dos quais subiu 32 ft (10 m) acima do normal, transbordou próximo à cidade de Rama. Alcançando alturas de até 40 ft (12 m), as águas das enchentes submergiram 95% do espaço residencial, entrando em casas e veículos e deslocando 17.000 cidadãos. Todas as colheitas dentro e ao redor da cidade foram perdidas no dilúvio.  No Departamento de Rivas, a descarga do rio Ochomogo perto da cidade de Rivas inundou várias comunidades, enquanto Cárdenas, uma comunidade costeira ao longo da fronteira com a Costa Rica, sofreu vários dias de chuvas torrenciais.  Os danos nos departamentos de Chontales e Boaco foram consideráveis;  inundações em Boaco mataram cinco pessoas e afetaram 6.000 outras.  As regiões afetadas sofreram interrupções generalizadas no transporte à medida que deslizamentos de terra atingiam pontes e estradas; na cidade de Granada, o isolamento causou problemas de saneamento e levou à morte de uma mulher grávida que não pôde ser transportada para o hospital.
No total, Gert destruiu 252 casas e danificou outra 293 em 14 dos departamentos da Nicarágua; a tempestade também foi responsável por consideráveis danos à infraestrutura e perdas econômicas. Cerca de 123.000 pessoas foram afetadas em todo o país, e havia 37 fatalidades confirmadas. O impacto sobre a ecologia foi profundo: rios, estuários e manguezais dentro e ao redor dos lagos da Nicarágua e Manágua, bem como a fauna nativa, sofreram forte erosão e assoreamento.  Como a inundação da tempestade tropical Bret ocorreu apenas um mês antes, uma estimativa de danos exclusiva para Gert não está disponível. As duas tempestades infligiram um combinado de $ 10,7 milhões em danos, principalmente à propriedade privada.

### Honduras

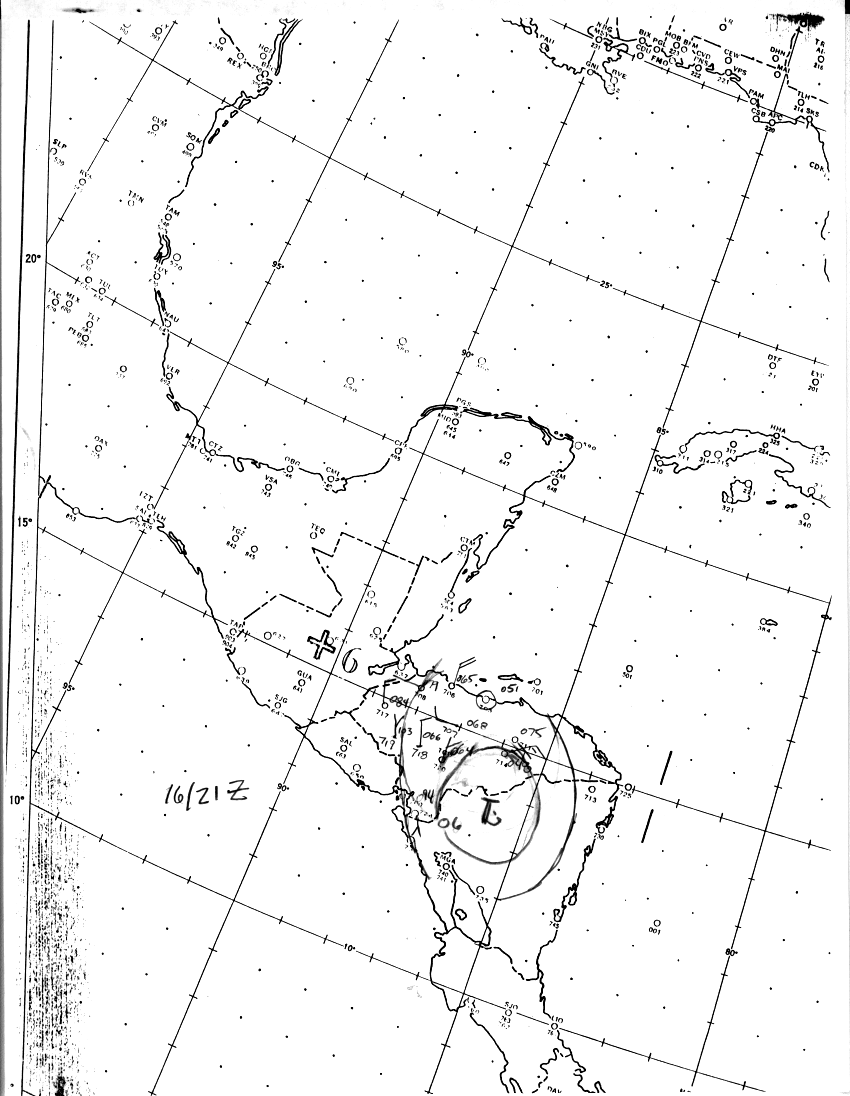
Mapa de análise meteorológica de superfície de Gert como uma depressão tropical, com o centro L localizado no interior, perto da fronteira de Honduras – Nicarágua

Embora tenha enfraquecido para uma depressão, Gert continuou a fazer cair chuvas significativas enquanto cruzava Honduras. Em Tegucigalpa, pelo menos 6,77 em (172 mm) de chuva foram registados. Inundações devastadoras varreram 13 dos 18 departamentos do país ; no entanto, o norte de Honduras e a região de Mosquitia, que já havia sofrido o ataque da tempestade tropical Bret no mês anterior, sofreram o impacto da devastação. A inundação adicional de Gert afetou 24.000 pessoas da região e tornou a comunicação com as áreas vizinhas quase impossível. Em outros lugares, a chuva encheu vários rios importantes, incluindo o Ulúa ; muitos rios do Vale do Sula tiveram suas margens destruídas, inundando grande parte de San Pedro Sula — a segunda maior cidade do país — e municípios adjacentes no departamento de Cortés. O aumento da água levou muitos residentes a evacuarem, e o Aeroporto Internacional Ramón Villeda Morales interrompeu todas as suas operações.  A tempestade devastou Puerto Cortés, uma das cidades portuárias mais importantes da América Central. Em outras partes do departamento de Cortés, um rio em Choloma transbordou e provocou inundações generalizadas;  deslizamentos de terra naquela área custaram a vida a seis pessoas.
Ao todo, Gert conseguiu $ 10 milhões em danos a estradas, pontes e propriedades. A agricultura do país foi devastada, perdendo cerca de 5,700 acres (23 km2) de terras agrícolas baixas com plantações de banana, açúcar e cítricos. O desastre afetou 67.447 pessoas, das quais cerca de 60 por cento tiveram que sair de suas casas. Em sua declaração pública final, o governo de Honduras confirmou 27 mortes, embora 12 pessoas desaparecidas permanecessem desaparecidas.

### Em outro lugar da América Central
Ao passar pela América Central, Gert gerou um aumento na nebulosidade e aguaceiros em El Salvador, com um máximo de 15,35 em (390 mm) de chuva registada. Ventos fortes arrancaram árvores ou quebraram os ramos, danificando linhas de energia e cortando a energia. Em uma comunidade, deslizamentos de terra destruíram uma grande rodovia. O Rio Grande de San Miguel causou uma descarga excessiva de água logo a sudoeste de Usulután,  lavando cerca de 2,500 acres (10 km2) de safras de plantações adjacentes. Várias outras áreas enfrentaram perdas significativas com as enchentes, incluindo San Marcos e San Vicente ; alguns danos materiais e rodoviários ocorreram em San Miguel.  Embora as operações de pesca tenham sido suspensas no auge da tempestade, quatro pescadores salvadorenhos desapareceram no mar.  No geral, Gert afetou quase 8.000 moradores e destruíram doze casas em El Salvador; autoridades confirmaram cinco mortes por afogamento relacionadas à tempestade.
Na Guatemala, as chuvas torrenciais de Gert afetaram cerca de 20.000 pessoas e matou uma garota. O setor agrícola do país sofreu perdas substanciais com as inundações, embora não haja relatos específicos de danos materiais. Gert mudou-se para a costa perto da cidade de Belize como uma tempestade tropical mínima, deixando cair a chuva nas áreas costeiras. Perto da costa, uma estação meteorológica em Hunting Caye registou 9,5 em (241 mm) durante o evento. Apesar da chuva, apenas pequenas inundações ocorreram na cidade de Belize.
Ao cruzar a Península de Iucatã, Gert deixou cair uma chuva considerável em Quintana Roo ; um acúmulo de 24 horas de 7,4 in (188 mm) foi registado em Chetumal, embora totais localizados mais elevados de cerca de 15 em (380 mm) caiu em outras partes do estado. Rajadas de vento golpearam brevemente a costa durante a chegada da tempestade, com uma velocidade máxima do vento de 70 km/h registado em Chetumal. Os efeitos da tempestade foram limitados a inundações localizadas, no entanto, que cortou uma estrada para o tráfego e forçou os habitantes de áreas baixas em Chetumal e Felipe Carrillo Puerto a evacuarem para áreas mais altas. Chuvas esparsas também causaram inundações leves em partes do estado de Campeche, incluindo Ciudad del Carmen.

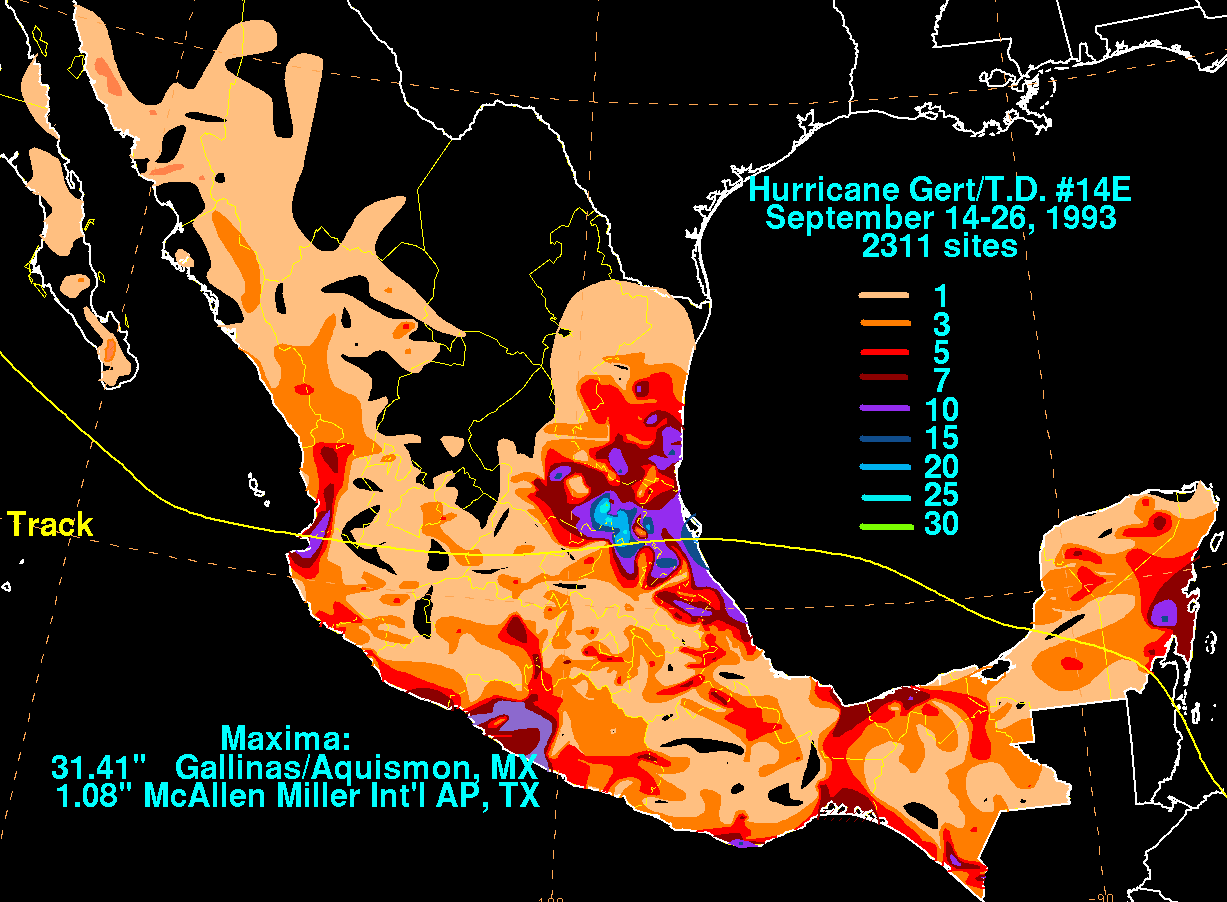
Chuvas de Gert em todo o México, mostrando altas concentrações na região de Huasteca

Após o desembarque final de Gert, fortes ventos fortes e ondas atingiram amplas extensões da costa nos estados de Tamaulipas e Veracruz, embora ventos com força de furacão estivessem em grande parte confinados a áreas dentro da parede do olho do sul do ciclone. Tuxpan, logo ao sul de onde o olho se moveu para a costa, registou velocidades do vento de mais de 100 mph (160 km / h), enquanto 80 mph (130 km / h) rajadas ocorreram mais ao sul em Poza Rica. Ao norte, os ventos atingiram 55 mph (90 km/h) em Tampico, Tamaulipas. Apesar da severidade dos ventos, o pior de Gert foi devido à elevação orográfica, quando sua ampla circulação interagiu com o lado leste da Sierra Madre Oriental, gerando precipitações extremas em grande parte da região de Huasteca. Até 31,41 em (798 mm) de chuva foram registados em Aquismón, San Luis Potosí, enquanto Tempoal em Veracruz observou um total de 24 horas de 13,35 em (339 mm) da tempestade.
Os primeiros sinais de danos foram de ventos fortes em 20 de setembro, que arrancou árvores e arrancou telhados residenciais em Tuxpan, Naranjos, Cerro Azul e Poza Rica. Após as chuvas extremas de Gert, inundações catastróficas atingiram a região mexicana de Huasteca em um período de vários dias, quando muitos dos seus rios atingiram níveis críticos. Em Veracruz, o transbordamento iminente dos rios Tempoal, Moctezuma e Calabozo obrigou milhares de moradores dos municípios de Tempoal, El Higo e Platón Sánchez a deixar suas casas. O rio Calabozo acabou chegando ao topo de suas margens, isolando a aldeia de Platón Sánchez do mundo exterior. O mais devastador, porém, foi o transbordamento do rio Pánuco em 24 de setembro, que vai do Vale do México ao município de Pánuco e deságua no golfo. Água corrente varreu 30 dos 212 municípios de Veracruz, submergindo completamente mais de 5.000 casas. El Higo foi o principal culpado pelas enchentes, com 90% de sua área residencial submersa.
Após dias de chuvas contínuas na esteira de Gert, o rio Pánuco subiu para 27,60 ft (8,72 m) acima do normal em setembro 27 — seu nível mais alto em 40 anos. Mais uma vez ultrapassando suas margens, o rio destruiu um importante dique na cidade de Pánuco, obrigando 8.000 residentes a evacuar. Uma inundação desastrosa atingiu o norte até o sul de Tamaulipas, onde 5.000 pessoas tiveram que buscar refúgio. Metade de Tampico estava coberta por camadas profundas de lama, com dezenas de estruturas demolidas. As áreas urbanas de Madero e Altamira também foram atingidas pelo dilúvio. Aproximadamente 2,000,000 acres (8,100 km2) de terra ao redor da bacia do Pánuco e Tampico estavam submersos, incluindo grandes quantidades de citrinos, café, milho, milho, feijão, grãos e soja. Os serviços de telefone, água e eletricidade em toda a região foram severamente interrompidos e várias comunidades ficaram isoladas devido a pontes e estradas quebradas.   Em San Luis Potosí, os danos causados pela água a escolas, pontes e estradas foram particularmente generalizados. O setor agrícola sofreu pesadas perdas quando as enchentes levaram grandes quantidades de gado e cerca de 80 por cento de suas colheitas. Em todo o estado, 55.000 moradores foram afetados pela tempestade, e 25 pessoas perderam suas vidas. A trilha de destruição de Gert estendeu-se para o interior até Hidalgo, onde 35 rios ultrapassaram as suas margens. Inundações e deslizamentos de terra destruíram 38 pontes e 86 estradas, além de cortar serviços de energia, telefone e água, interrompendo a comunicação em 361 localidades. Os danos materiais em Hidalgo foram significativos; 4.425 casas, 121 escolas e 49 edifícios públicos foram comprometidos em 35 municípios. Cerca de 167,000 acres (680 km2) de terras agrícolas foram destruídas na tempestade. Quinze mortes ocorreram no estado, e oito pessoas sofreram ferimentos.
No geral, Gert se tornou o pior desastre natural a atingir a região em 40 anos; deslocou 203.500 pessoas — muitas precisando de abrigo — e deixaram 29.075 casas danificadas ou destruídas em todo o México. Mais de 667,000 acres (2,700 km2) das plantações estavam em ruínas.  Danos materiais totalizaram $ 156 milhões, e o número de mortos ficou em 45.

## Rescaldo

### América Central
Por causa do impacto da tempestade no país, o governo da Costa Rica declarou emergência nacional em 16 de setembro de 1993. Equipes de emergência foram enviadas para avaliar os danos e distribuir suprimentos de vida para a população afetada, incluindo 90.940 lbs (41.250 kg) de comida, 1.422 colchões e 1.350 cobertores. Com grande parte da rede rodoviária interrompida nas regiões afetadas, a agricultura, o turismo e o comércio do país sofreram perdas consideráveis. Em particular, a obstrução da principal Rodovia Pan-Americana, que liga a região central ao sul do país, teve um impacto perceptível na economia local. Após a expansão das terras agrícolas, muitos produtores independentes não puderam participar das semeaduras subsequentes.
Antes de Gert, um estado de emergência estava em vigor para a Nicarágua como resultado da tempestade tropical Bret. Agências de ajuda nacional e regional, incluindo a Cruz Vermelha, consequentemente ampliaram as suas esforços de ajuda com a passagem de Gert. Após as inundações de lama generalizadas, muitas áreas rurais ao longo da costa, onde a tempestade atingiu o continente, necessitaram da purificação dos seus poços de água e da reconstrução daqueles que haviam sido destruídos.  Embora o governo não tenha recorrido novamente à assistência internacional, várias doações em dinheiro foram feitas por organizações estrangeiras por meio de um canal de transferência no Swiss Bank Corporation. O Programa de Desenvolvimento das Nações Unidas forneceu $ 50.000 para a compra de combustível, e o UNICEF distribuiu $ 25.000 em suprimentos domésticos e medicamentos. O Programa Mundial de Alimentos doou 72 toneladas de alimentos e serviços especializados em desastres. Os governos federais do Japão, Canadá, Suíça, Noruega, Alemanha e Espanha doaram um total de US $ 300.000 em ajuda.
Em 18 de setembro, o Presidente de Honduras declarou estado de emergência para vários municípios depois de fazer um levantamento de helicóptero nas regiões afetadas. Os governos do Japão, Canadá, Alemanha e Reino Unido forneceram um total de US $ 310.300 para a compra de itens de socorro. Embora a maioria das vítimas da tempestade tenha recebido ajuda em poucos dias, a rede rodoviária deteriorada causou um grande atraso nos esforços de socorro para a região de Mosquitia, que foi duramente atingida. Os sistemas de esgoto e hidráulica em todo o país precisavam seriamente de restauração. Com a destruição do seu único reservatório de água, grande parte de Puerto Cortés sofreu com a escassez de água potável durante meses na esteira de Gert. As preocupações com a saúde pública aumentaram na esteira de Gert, com o custo dos medicamentos necessários fixado em US $ 208.000.  A contaminação do abastecimento de água nas áreas rurais exacerbou um surto de cólera. Em 28 de setembro, cerca de 27.000 moradores que não puderam entrar novamente em suas casas inundadas permaneceram em abrigos do governo. Sete semanas depois, um projeto de habitação temporária foi implementado para as 120 famílias mais necessitadas. Aproximadamente 5.900 famílias em Honduras perderam sua fonte de renda devido à tempestade.

### México

Uma animação de satélite de Gert atravessando a Baía de Campeche e o México

Em resposta ao desastre da enchente, a Cruz Vermelha começou imediatamente a distribuir ajuda às vítimas em toda a região de Huasteca. Depois de avaliar a situação por helicóptero, o Presidente do México declarou a bacia do rio Pánuco como zona de emergência e ordenou missões de busca e salvamento. Muitas casas sofreram danos irreparáveis nos telhados, deixando dezenas de milhares de desalojados. O governo apelou por ajuda internacional, buscando roupas, alimentos e suprimentos médicos. Cinco centros de armazenamento em Hidalgo forneceram mais de 93 milhões lbs (42.000 toneladas) de suprimentos alimentares. Em toda San Luis Potosí, 142.000 lbs (64 toneladas) de frango, 45.000 despensas e 76.000 pratos descartáveis foram distribuídos, bem como 50.440 cobertores e 6.081 camas de ar. Várias escolas serviram de abrigo para os desalojados;  os idosos abrigados, crianças e mulheres grávidas ou amamentando receberam $ 27.000 em doações de leite em pó.
Depois da passagem de Gert, a quantidade de casos de doenças respiratórias e infecções de pele aumentou ligeiramente, embora a situação geral de saúde do país permanecesse bem controlada. Duas semanas após o furacão, mais de 65.000 pessoas em toda a região foram acomodadas em abrigos; a maioria ficou lá até que as inundações diminuíssem, embora muitos que voltaram para casa um mês depois continuassem contando com provisões de socorro. Um subsídio de US $ 22.000 foi disponibilizado para a compra de telhas para aqueles que precisam urgentemente de reparos domésticos. O presidente aprovou $ 37,4 milhões para iniciar a reconstrução de estradas e casas e para ajudar os agricultores em toda a região.